# Tony Coyle
Tony David Coyle (ur. 29 października 1976) – południowoafrykański piłkarz grający na pozycji obrońcy.

## Kariera klubowa
Karierę piłkarską Coyle rozpoczął w klubie Wits University z Johannesburga. W 1998 roku zadebiutował w jego barwach w rozgrywkach Premier Soccer League. W sezonie 2000/2001 stał się podstawowym zawodnikiem Wits i grał w nim do 2003 roku. Następnie odszedł do rosyjskiego FK Rostów, w którym grał wraz z rodakami: Japhetem Zwane, Bennettem Mngunim, Matthew Boothem i Rowanem Hendricksem. Zawodnikiem Rostowa był do 2005 roku.
W 2006 roku Coyle wrócił do Republiki Południowej Afryki i został zawodnikiem zespołu Supersport United z Pretorii. Tam z powodu kontuzji nie rozegrał żadnego spotkania i na początku 2007 roku odszedł do Orlando Pirates z Johannesburga. Tam rozegrał jedno spotkanie i zdecydował się zakończyć karierę sportową.
| Sezon   | Klub              | Kraj              | Rozgrywki      | Mecze | Bramki |
| ------- | ----------------- | ----------------- | -------------- | ----- | ------ |
| 1998/99 | Wits University   | Południowa Afryka | Premier League | 4     | 0      |
| 1999/00 | Wits University   | Południowa Afryka | Premier League | 8     | 1      |
| 2000/01 | Wits University   | Południowa Afryka | Premier League | 28    | 2      |
| 2001/02 | Wits University   | Południowa Afryka | Premier League | 29    | 2      |
| 2002/03 | Wits University   | Południowa Afryka | Premier League | 23    | 0      |
| 2003    | FK Rostów         | Rosja             | Priemjer-Liga  | 12    | 0      |
| 2004    | FK Rostów         | Rosja             | Priemjer-Liga  | 12    | 0      |
| 2005    | FK Rostów         | Rosja             | Priemjer-Liga  | 1     | 0      |
| 2006/07 | Supersport United | Południowa Afryka | Premier League | 0     | 0      |
| 2006/07 | Orlando Pirates   | Południowa Afryka | Premier League | 1     | 0      |

## Kariera reprezentacyjna
W reprezentacji Republiki Południowej Afryki Coyle zadebiutował 17 kwietnia 2002 roku w zremisowanym 2:2 towarzyskim meczu z Ekwadorem. W 2004 roku był w kadrze RPA na Puchar Narodów Afryki 2004. Na tym turnieju był rezerwowym i nie rozegrał żadnego spotkania. Od 2002 do 2004 roku wystąpił w kadrze narodowej 12 razy.